# Marino Klinger
Marino Klinger Salazar (Buenaventura, Valle del Cauca; 7 de febrero de 1936 - Cali; 19 de mayo de 1975) fue un futbolista y odontólogo colombiano. Klinger jugó la mayor parte de carrera en Millonarios F.C. donde debutó como profesional y se convirtió en uno de los máximos ídolos del club al punto de ser el tercer mayor goleador de su historia con 99 anotaciones después de Alfredo Castillo con 133 y Arnoldo Iguarán con 120. Con el cuadro embajador celebró 6 títulos, 5 Ligas y una Copa Colombia.
Con Millonarios anotó 99 goles (96 en liga y 3 en Copa Libertadores).

## Selección nacional
Con la Selección Colombia disputó la Copa del Mundo de Chile 1962 donde al minuto 86 marcó el gol del histórico empate 4-4 frente a la Unión Soviética.

### Participaciones en Copas del Mundo
| Mundial                        | Sede  | Resultado    | Partidos | Goles |
| ------------------------------ | ----- | ------------ | -------- | ----- |
| Copa Mundial de Fútbol de 1962 | Chile | Primera fase | 3        | 1     |

## Clubes
| Club                   | Temporada   | Liga | Liga  | Copa Libertadores | Copa Libertadores | Total | Total |
| Club                   | Temporada   | PJ.  | Goles | PJ.               | Goles             | PJ.   | Goles |
| ---------------------- | ----------- | ---- | ----- | ----------------- | ----------------- | ----- | ----- |
| Millonarios · Colombia | 1957 - 1966 | 248  | 96    | 11                | 3                 | 259   | 99    |
| Santa Fe · Colombia    | 1967 - 1968 | 33   | 9     | 5                 | 1                 | 38    | 10    |

## Palmarés

### Campeonatos nacionales
| Título           | Club        | País     | Año  |
| ---------------- | ----------- | -------- | ---- |
| Primera División | Millonarios | Colombia | 1959 |
| Primera División | Millonarios | Colombia | 1961 |
| Primera División | Millonarios | Colombia | 1962 |
| Copa Colombia    | Millonarios | Colombia | 1963 |
| Primera División | Millonarios | Colombia | 1963 |
| Primera División | Millonarios | Colombia | 1964 |

## Fallecimiento
Ya retirado del fútbol y dedicado a la odontología, Klinger murió ahogado cuando el Renault 4 que conducía se precipitó en el río Cali a su paso por el barrio Calima de la misma ciudad durante la madrugada del 19 de mayo de 1975. El río tenía menos de un metro de profundidad en el punto donde cayó.